# Mimas virescens-obsoleta
Mimas virescens-obsoleta är en fjärilsart som beskrevs av Tutt 1902. Mimas virescens-obsoleta ingår i släktet Mimas och familjen svärmare. Inga underarter finns listade i Catalogue of Life.